# Anna Karin Strömstedt
Anna Karin Strömstedt (née le 1er janvier 1981 à Mora ou Vansbro selon les sources, dans le Comté de Dalécarlie) est une fondeuse et biathlète suédoise. Elle a terminé quatrième au relais de ski de fond aux Jeux olympiques de 2006. En 2010, elle se redirige vers le biathlon et marque ses premiers points en Coupe du monde.

## Palmarès

### Coupe du monde de ski de fond
- Meilleur classement général : 42e en 2006.
- Meilleur résultat individuel : 5e (en sprint en 2005).
- 2 podiums par équipes : 1 victoire et 1 troisième place.

### Coupe du monde de biathlon
- Meilleur classement général : 47e en 2014.
- Meilleur résultat individuel : 12e.